# Pizza estilo San Luis
La pizza estilo San Luis, en inglés St. Louis-style pizza, es un tipo de pizza originaria de San Luis, Misuri y sus alrededores, en el Medio Oeste de los Estados Unidos. Se caracteriza por una base muy fina, sin levadura, y crujiente como un cracker, así como por el uso común del queso procesado Provel. Las porciones se cortan en cuadrados o rectángulos en vez de triángulos.
La pizza San Luis se puede encontrar en cadenas locales, siendo la más notable Imo's Pizza, y como ofertas independientes en muchos restaurantes locales; La pizza congelada al estilo St. Louis también está disponible en los supermercados locales como Schnuck's.

## Características

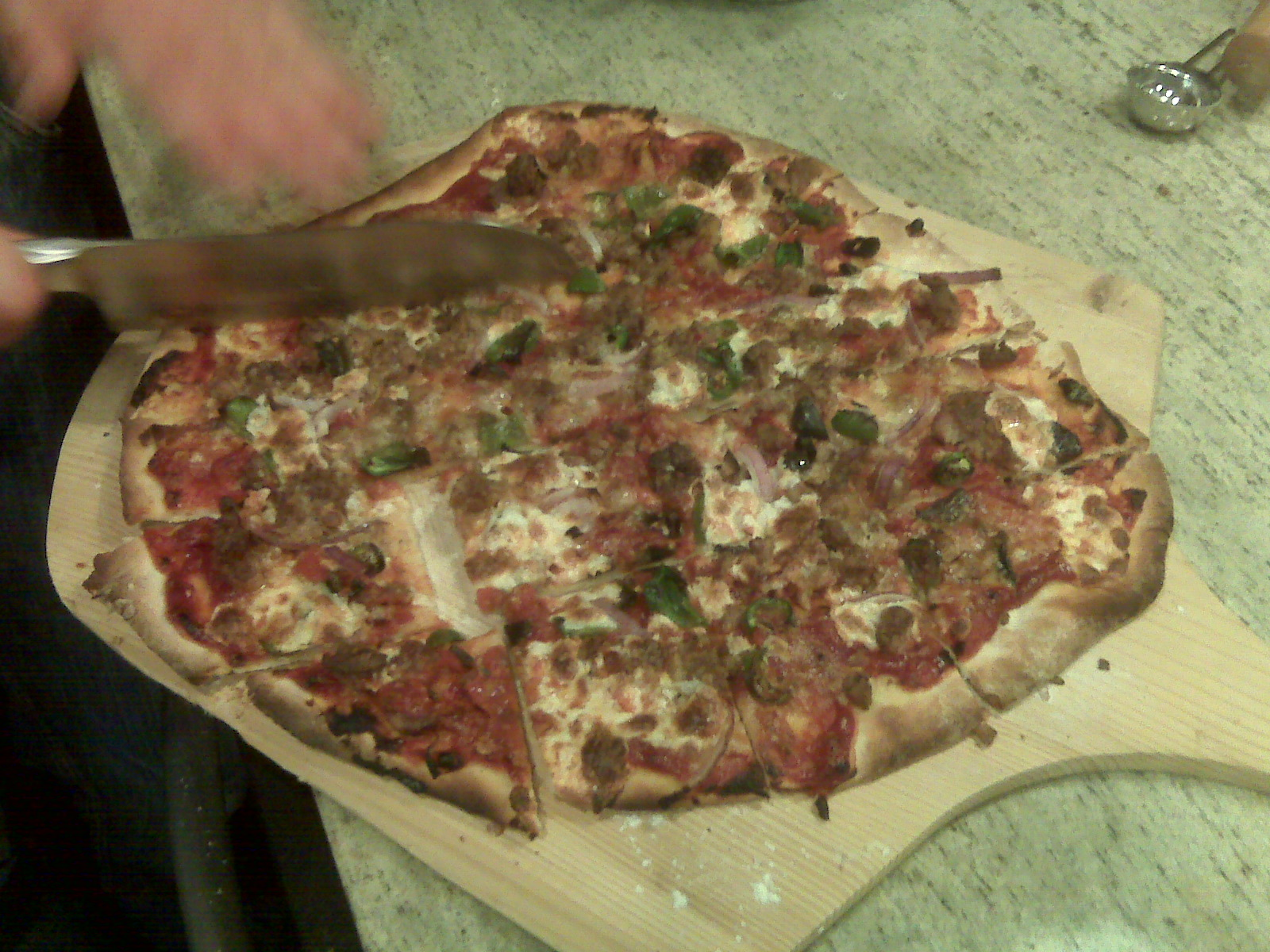
Una pizza estilo San Luis cortada en cuadrados

### Masa
La masa se elabora sin levadura, a diferencia de las pizzas estilo Nueva York o estilo Chicago (deep-dish), produciendo una corteza crujiente y parecida a una galleta cracker, por lo que no se puede doblar fácilmente.
Otra diferencia notable es que la pizza de San Luis generalmente se corta en cuadros de ~10 cm, un estilo conocido como party cut ('corte de fiesta') o tavern cut ('corte de taberna'). En consecuencia, algunos restaurantes locales hacen sus pizzas rectangulares en lugar de redondas. Se desconoce el motivo de esto, pero provoca que haya porciones con corteza y porciones sin corteza. Algunos dicen que Ed Imo, fundador de una importante cadena de pizzerías de San Luis, fue un capataz de azulejos y consecuentemente cortaba su pizza así; otros dicen que es una medida práctica que busca evitar que la fina corteza se agriete bajo el peso de los condimentos.

### Queso

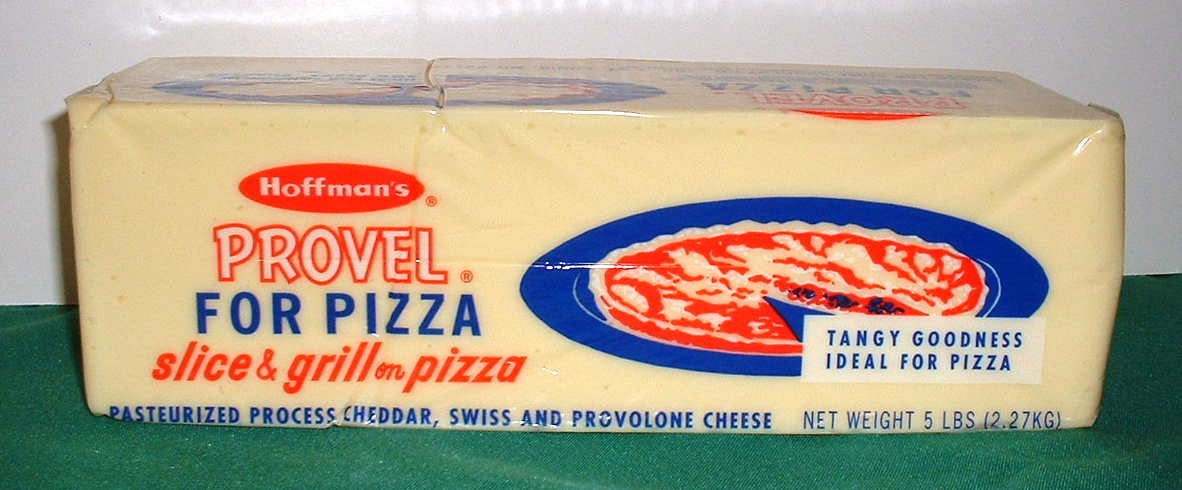
Queso Provel, un queso procesado pasteurizado.

La pizza al estilo San Luis a menudo incluye un queso blanco procesado conocido como Provel. Provel es una marca registrada para una combinación de tres quesos (provolone, suizo y cheddar blanco) que se usa en lugar de (o, rara vez, además de) los quesos mozzarella o provolone, comunes a otros estilos de pizza. El queso Provel fue desarrollado por la firma Costa Grocery de San Luis en los años 1950 y se elabora en Wisconsin principalmente para el mercado de San Luis, ya que solo se encuentra disponible en esta área.

### Salsa
A pesar de su corteza delgada, la pizza San Luis se puede cubrir con muchos ingredientes diferentes debido a la solidez de la corteza, similar a una galleta. La salsa a menudo se aromatiza con abundante orégano. Algunas de las salsas tienen un sabor dulce, probablemente debido a la influencia de inmigrantes sicilianos en San Luis.